# Morgan EV3
Morgan EV3 – elektryczny trójkołowy samochód sportowy klasy miejskiej wyprodukowany pod brytyjską marką Morgan w 2016 roku.

## Historia i opis modelu

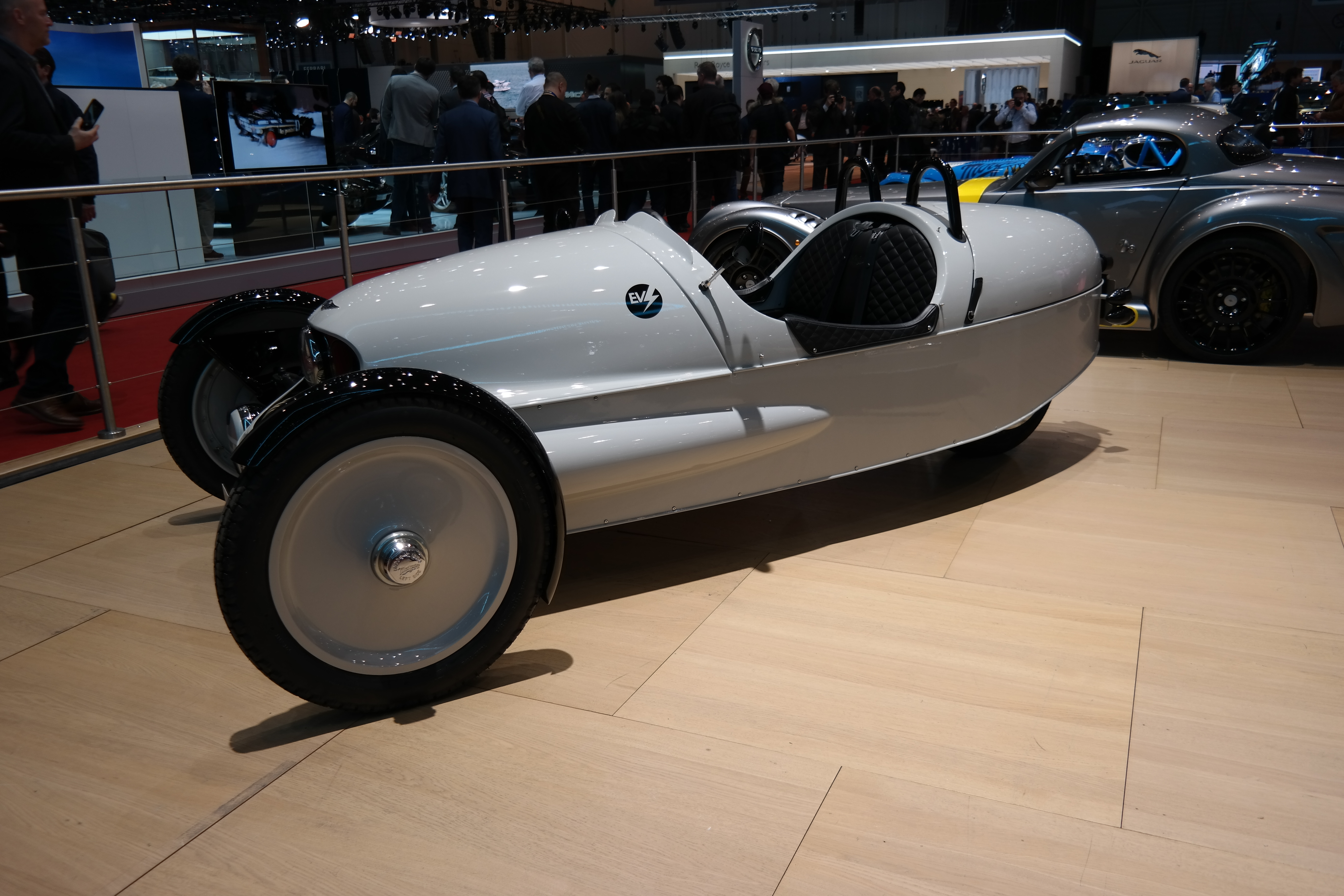
Morgan EV3 - sylwetna

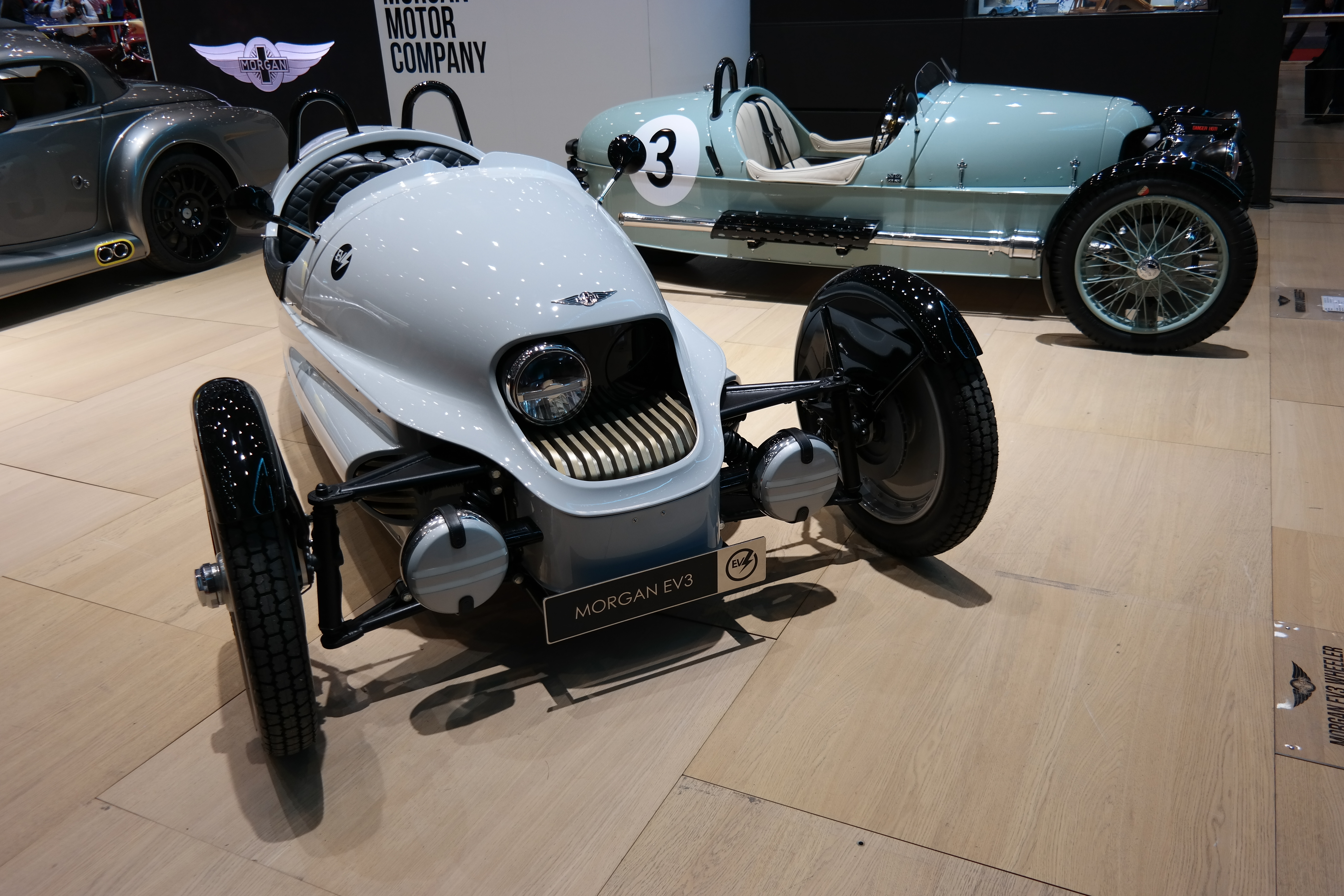
Morgan EV3 podczas premiery

W lutym 2016 roku brytyjski Morgan przedstawił swój pierwszy samochód elektryczny w postaci modelu EV3, będącym odpowiednikiem konwencjonalnego, spalinowego 3 Wheelera. Premierę pojazdu poprzedziły testy prototypów wykorzystujących nadwozie pierwowzoru, które w zaawansowaną fazę wkroczyły w 2015 roku. Finalny projekt otrzymał jednak dedykowany projekt nadwozia nawiązujący do klasycznych samochodów sportowych z lat 30. i 50. XX wieku.
Morgan EV3 wyróżnił się bardziej futurystyczną stylistyką o aerodynamicznych rysach, zyskując charakterystyczne, potrójne reflektory z trzema odrębnymi kloszami. Po raz pierwszy w historii brytyjskiej firmy zdecydowano się wykonać całą karoserię z wykorzystaniem włókna węglowego. Dwumiejscowa kabina pasażerska utrzymana została w estetyce retro, a do jej wykonania wykorzystano m.in. drewno, aluminium, skórę, a także mosiądz, z kolei zamiast szyby czołowej zdecowano się na zamontowanie jedynie niewielkiej owiewki.

### Sprzedaż
Pierwotnie Morgan planował rozpoczęcie produkcji EV3 w czwartym kwartale 2016 roku, a powagę planów brytyjskiej firmy wobec elektryfikacji swojej oferty miało potwierdzać uzyskanie rządowej dotacji na badania i rozwój alternatywnych źródeł napędu. Tak się jednak nie stało, a w październiku 2018 roku ogłoszono zarzucenie projektu EV3. Jednakże, zastosowana w nim technologia ma być dalej rozwijana i ma trafić do innych modeli w przyszłości.

### Dane techniczne
Do napędu Morgana EV3 wykorzystany został 62-konny silnik elektryczny, który na osiągnięcie 100 km/h potrzebował ok 9 sekund. Pakiet litowo-jonowych baterii o pojemności 20 kWh na jednym ładowaniu według deklaracji produenta pozwalał na przejechanie ok. 240 kilometrów.